# Кубок Боснії і Герцеговини з футболу 2017—2018
Кубок Боснії і Герцеговини з футболу 2017–2018 — 24-й розіграш кубкового футбольного турніру в Боснії і Герцеговини. Титул вшосте здобув Желєзнічар.

## Календар
| Раунд       | Дата                         | Матчі | Клуби   |
| ----------- | ---------------------------- | ----- | ------- |
| 1/16 фіналу | 19-20 вересня 2017           | 16    | 32 → 16 |
| 1/8 фіналу  | 25 жовтня - 1 листопада 2017 | 8     | 16 → 8  |
| 1/4 фіналу  | 22 листопада - 7 грудня 2017 | 8     | 8 → 4   |
| 1/2 фіналу  | 11/18 квітня 2018            | 4     | 4 → 2   |
| Фінал       | 2/9 травня 2018              | 2     | 2 → 1   |

## 1/16 фіналу
| Команда 1                | Рахунок        | Команда 2             |
| ------------------------ | -------------- | --------------------- |
| 19 вересня 2017          |                |                       |
| Рудар (Прієдор) (2)      | 1:1 (пен. 5:4) | Текстілац (2)         |
| 20 вересня 2017          |                |                       |
| Металлеге-БСІ (2)        | 0:1            | Желєзнічар            |
| Младост (Д)              | 0:0 (пен. 4:3) | Сараєво               |
| Радник                   | 0:1            | Широкі Брієг          |
| Слога (Сімін Ган) (2)    | 1:0            | Зриньські             |
| Звієзда 09 (2)           | 2:0            | Босна (Високо) (2)    |
| Славен (Живиниці) (2)    | 2:2 (пен. 4:5) | Челік                 |
| Крупа (3)                | 4:0            | Козара (2)            |
| Вележ (2)                | 1:3            | Олімпік (Сараєво) (2) |
| Любич (Прнявор) (3)      | 0:6            | НК Вітез              |
| Братство (Грачаніца) (2) | 6:1            | Сутьєска (Фоча) (2)   |
| Азот (Вітковичі) (3)     | 1:2            | Слобода (Тузла)       |
| Сватовац Польїце (3)     | 1:1 (пен. 5:4) | Славія (2)            |
| Груде (3)                | 0:4            | Крупа                 |
| ТОШК (Тешань) (2)        | 2:2 (пен. 4:5) | ГОШК                  |
| ФК Вітез (3)             | 3:9            | Борац (Баня-Лука)     |

## 1/8 фіналу
| Команда 1                | Рахунок      | Команда 2             |
| ------------------------ | ------------ | --------------------- |
| 25 жовтня 2017           |              |                       |
| Широкі Брієг             | 3:0          | НК Вітез              |
| Сватовац Польїце (3)     | 0:2          | Слога (Сімін Ган) (2) |
| Братство (Грачаніца) (2) | 1:2          | Слобода (Тузла)       |
| Рудар (Прієдор) (2)      | 2:1          | Челік                 |
| Олімпік (Сараєво) (2)    | 4:0          | ГОШК                  |
| Желєзнічар               | 2:1          | Младост (Д)           |
| Борац (Баня-Лука)        | 0:2          | Крупа                 |
| 1 листопада 2017         |              |                       |
| Леотар (3)               | 1:1 пен. 3:4 | Звієзда 09 (2)        |

## 1/4 фіналу
| Команда 1                  | Заг. | Команда 2       | 1-й матч | 2-й матч |
| -------------------------- | ---- | --------------- | -------- | -------- |
| 22/29 листопада 2017       |      |                 |          |          |
| Олімпік (Сараєво) (2)      | 1:2  | Звієзда 09 (2)  | 1:2      | 0:0      |
| Рудар (Прієдор) (2)        | 2:6  | Крупа           | 0:3      | 2:3      |
| Слога (Сімін Ган) (2)      | 0:2  | Слобода (Тузла) | 0:0      | 0:2      |
| 30 листопада/7 грудня 2017 |      |                 |          |          |
| Широкі Брієг               | 0:3  | Желєзнічар      | 0:1      | 0:2      |

## 1/2 фіналу
| Команда 1         | Заг. | Команда 2       | 1-й матч | 2-й матч |
| ----------------- | ---- | --------------- | -------- | -------- |
| 11/18 квітня 2018 |      |                 |          |          |
| Звієзда 09 (2)    | 0:6  | Крупа           | 0:4      | 0:2      |
| Желєзнічар        | 4:1  | Слобода (Тузла) | 0:0      | 4:1      |

## Фінал
| Команда 1       | Заг. | Команда 2 | 1-й матч | 2-й матч |
| --------------- | ---- | --------- | -------- | -------- |
| 2/9 травня 2018 |      |           |          |          |
| Желєзнічар      | 6:0  | Крупа     | 2:0      | 4:0      |

### Перший матч
| 2 травня 2018 18:30 (UTC+2) |

| Желєзнічар               | 2:0      | Крупа |
| ------------------------ | -------- | ----- |
| Займович 36' Граовац 65' | Протокол |       |

| Грбавіца, Сараєво Глядачів: 3 600 Арбітр: Драган Петрович |

### Другий матч
| 9 травня 2018 18:00 (UTC+2) |

| Крупа | 0:4      | Желєзнічар                                        |
| ----- | -------- | ------------------------------------------------- |
|       | Протокол | Убипарип 33' Займович 45' Закарич 63' Рамович 83' |

| Міський стадіон, Крупа-на-Вбрасу Глядачів: 2 700 Арбітр: Ірфан Пельто |